# Mordella divergens
Mordella divergens es una especie de coleóptero de la familia Mordellidae.

## Distribución geográfica
Habita en Haití.